# Walter Moll
Georg Walter Moll (geboren am 10. Juni 1876 in Breslau; gestorben am 28. Januar 1927 in Berlin) war ein preußischer Verwaltungsjurist und von 1918 bis 1920 Landrat des Kreises Dinslaken.

## Leben
Der Protestant Walter Moll war der Sohn des Kommerzienrats, Kaufmann Dr. phil. Julius Moll (geboren um 1850 in Glogau; gestorben am 2. April 1904 in Berlin) und dessen Ehefrau Anna Moll, geborene Traube. Nach dem Besuch des Gymnasiums in Berlin, von dem er mit Ablegung der Reifeprüfung zu Ostern 1895 abging, studierte er in Heidelberg, Berlin, Würzburg und Bonn Rechtswissenschaften. Zunächst in den preußischen Justizdienst eintretend, erhielt Moll mit Ablegung des ersten Staatsexamens am 18. April 1899 seine Ernennung zum Gerichtsreferendar, bevor er als Regierungsreferendar am 11. Dezember 1900 in den Verwaltungsdienst übertrat. Nach Ablegung des zweiten Staatsexamens im Jahr 1906 und mit Dienstalter vom 23. Februar 1905 zum Regierungsassessor ernannt fand Moll im Weiteren ab dem 26. Februar 1906 als Hilfsarbeiter auf dem Landratsamt Weißenfels Verwendung, woran sich die Dienststationen Berlin (Steuerdirektion, 20. Juli 1908) und Düsseldorf (Regierung, 8. Februar 1913) anschlossen.
Während seiner Düsseldorfer Jahre wurde Moll am 26. Januar 1911 in Würzburg mit der Schrift Über Steuern, insbesondere die Einkommenbesteuerung der Gegenwart zum Dr. jur. et rer. pol promoviert. Dort erhielt er auch am 13. Oktober 1913 die Ernennung zum Regierungsrat und erfolgte am 26. November 1918 seine kommissarische Einsetzung als Landrat des Kreises Dinslaken. Zum 16. Oktober 1919 (mit Bestallung vom 10. Oktober) definitiv zum Landrat ernannt, wechselte Moll schließlich zum 1. Dezember 1920 als Ministerialrat im preußischen Innenministerium a. D. nach Berlin. Ab dem 1. Oktober 1923 versah Moll dort bis zu seinem Tod 1927 die Leitungsstelle in der Geschäftsstelle der Vereinigten Provinzen. 1920 war er auch Abgeordneter im Provinziallandtag der Rheinprovinz.
Moll war Senator der Kaiser-Wilhelm-Gesellschaft zur Förderung der Wissenschaften. Politisch betätigte er sich in der „Arbeitsgemeinschaft“.

## Familie
Walter Moll heiratete am 10. Februar 1908 in Berlin Sofie Dorothee Keyling (geboren am 3. Februar 1888 in Berlin), Tochter des in Berlin wohnenden Kommerzienrats Gustav Ludwig Heinrich Keyling und dessen Ehefrau Sofie Keyling, geborene Lorenz.